# (467144) 2016 EB81
(467144) 2016 EB81 es un asteroide perteneciente al cinturón de asteroides, descubierto el 10 de marzo de 2011 por el equipo Spacewatch desde el Observatorio Nacional de Kitt Peak (Arizona, Estados Unidos).